# Indianapolis 500 in 1977

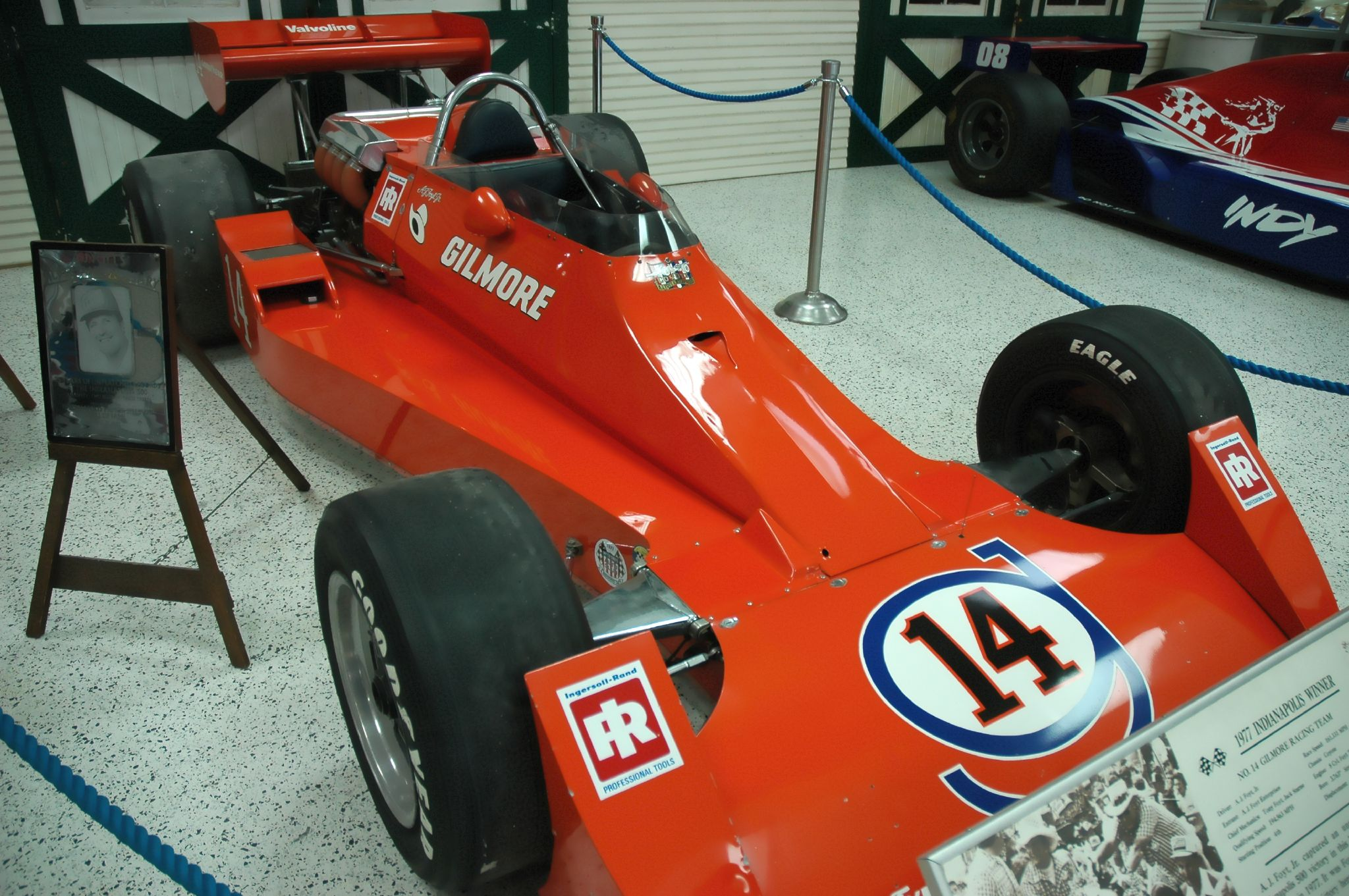
A.J. Foyts Coyote-Foyt auto.

De 61e Indianapolis 500 werd gereden op zondag 29 mei 1977 op de Indianapolis Motor Speedway. Amerikaans coureur A.J. Foyt won de race voor de vierde en laatste keer in zijn carrière. Hij is nog steeds recordhouder samen met Al Unser en Rick Mears, die ook vier keer wonnen. Het was de eerste Indy 500 waar een vrouwelijke coureur aan deelnam, nadat Janet Guthrie zich kwalificeerde op de negende startrij. De starter van dienst kondigde aan bij de start : In het bijzijn van de eerste vrouw ooit die zich wist te kwalificeren op Indianapolis, heren, start uw motoren.

## Startgrid
| Rij | Binnen           | Midden            | Buiten            |
| --- | ---------------- | ----------------- | ----------------- |
| 1   | Tom Sneva        | Bobby Unser       | Al Unser          |
| 2   | A.J. Foyt        | Gordon Johncock   | Mario Andretti    |
| 3   | Danny Ongais     | Pancho Carter     | Mike Mosley       |
| 4   | Wally Dallenbach | Johnny Parsons    | Sheldon Kinser    |
| 5   | George Snider    | Bobby Olivero     | Al Loquasto       |
| 6   | Jerry Sneva      | Johnny Rutherford | Roger McCluskey   |
| 7   | Lloyd Ruby       | Jim McElreath     | Gary Bettenhausen |
| 8   | Tom Bigelow      | Bill Vukovich II  | Lee Kunzman       |
| 9   | Steve Krisiloff  | Janet Guthrie     | Cliff Hucul       |
| 10  | Bill Puterbaugh  | Clay Regazzoni    | Dick Simon        |
| 11  | John Malher      | Eldon Rasmussen   | Bubby Jones       |

## Race
Gordon Johncock die in totaal 129 ronden aan de leiding had gereden, moest vijftien ronden voor het einde van de race de leiding afstaan aan A.J. Foyt, die zijn vierde en laatste Indy 500 won.
| #                                                                              | Coureur            | Auto                  | Ronden | Opgave     |
| ------------------------------------------------------------------------------ | ------------------ | --------------------- | ------ | ---------- |
| 1                                                                              | A.J. Foyt          | Coyote-Foyt           | 200    |            |
| 2                                                                              | Tom Sneva          | McLaren-Cosworth      | 200    |            |
| 3                                                                              | Al Unser           | Parnelli-Cosworth     | 199    |            |
| 4                                                                              | Wally Dallenbach   | Wildcat-DGS           | 199    |            |
| 5                                                                              | Johnny Parsons     | Wildcat-DGS           | 193    |            |
| 6                                                                              | Tom Bigelow        | Watson-Offenhauser    | 192    |            |
| 7                                                                              | Lee Kunzman        | Eagle-Offenhauser     | 191    |            |
| 8                                                                              | Roger McCluskey    | Lightning-Offenhauser | 191    |            |
| 9                                                                              | Steve Krisiloff    | Eagle-Offenhauser     | 191    |            |
| 10                                                                             | Jerry Sneva (R)    | McLaren-Offenhauser   | 187    |            |
| 11                                                                             | Gordon Johncock    | Wildcat-DGS           | 184    | Mechanisch |
| 12                                                                             | Bill Puterbaugh    | Eagle-Offenhauser     | 170    | Mechanisch |
| 13                                                                             | Eldon Rasmussen    | Rascar-Foyt           | 168    |            |
| 14                                                                             | John Malher        | Eagle-Offenhauser     | 157    |            |
| 15                                                                             | Pancho Carter      | Eagle-Offenhauser     | 156    | Mechanisch |
| 16                                                                             | Gary Bettenhausen  | Kingfish-Offenhauser  | 138    | Mechanisch |
| 17                                                                             | Bill Vukovich II   | Coyote-Foyt           | 110    | Mechanisch |
| 18                                                                             | Bobby Unser        | Lightning-Offenhauser | 94     | Mechanisch |
| 19                                                                             | Mike Mosley        | Lightning-Offenhauser | 91     | Mechanisch |
| 20                                                                             | Danny Ongais (R)   | Parnelli-Cosworth     | 90     | Mechanisch |
| 21                                                                             | Bubby Jones (R)    | Eagle-Offenhauser     | 78     | Mechanisch |
| 22                                                                             | Cliff Hucul (R)    | McLaren-Offenhauser   | 72     | Mechanisch |
| 23                                                                             | Jim McElreath      | Eagle-AMC             | 71     | Mechanisch |
| 24                                                                             | George Snider      | Wildcat-DGS           | 65     | Mechanisch |
| 25                                                                             | Bobby Olivero (R)  | Lightning-Offenhauser | 57     | Mechanisch |
| 26                                                                             | Mario Andretti     | McLaren-Offenhauser   | 47     | Mechanisch |
| 27                                                                             | Lloyd Ruby         | Lightning-Offenhauser | 34     | Ongeval    |
| 28                                                                             | Al Loquasto        | McLaren-Offenhauser   | 28     | Mechanisch |
| 29                                                                             | Janet Guthrie (R)  | Lightning-Offenhauser | 27     | Mechanisch |
| 30                                                                             | Clay Regazzoni (R) | McLaren-Offenhauser   | 25     | Mechanisch |
| 31                                                                             | Dick Simon         | Vollstedt-Offenhauser | 24     | Mechanisch |
| 32                                                                             | Sheldon Kinser     | Kingfish-Offenhauser  | 14     | Mechanisch |
| 33                                                                             | Johnny Rutherford  | McLaren-Cosworth      | 12     | Mechanisch |
| Gemiddelde snelheid : 259,637 km/h - Snelste Ronde : Danny Ongais, 310,09 km/h |                    |                       |        |            |